# Mitwitz
Mitwitz település Németországban, azon belül Bajorországban. Lakosainak száma 2854 fő (2023. december 31.).

## Népesség
A település népessége az elmúlt években az alábbi módon változott:
| Lakosok száma | 3260 | 2934 | 2882 | 2913 | 2875 | 2898 | 2817 | 2815 | 2802 | 2854 |
|               | 1970 | 1975 | 2011 | 2012 | 2014 | 2015 | 2017 | 2019 | 2022 | 2023 |